# 隆之鶴伸一

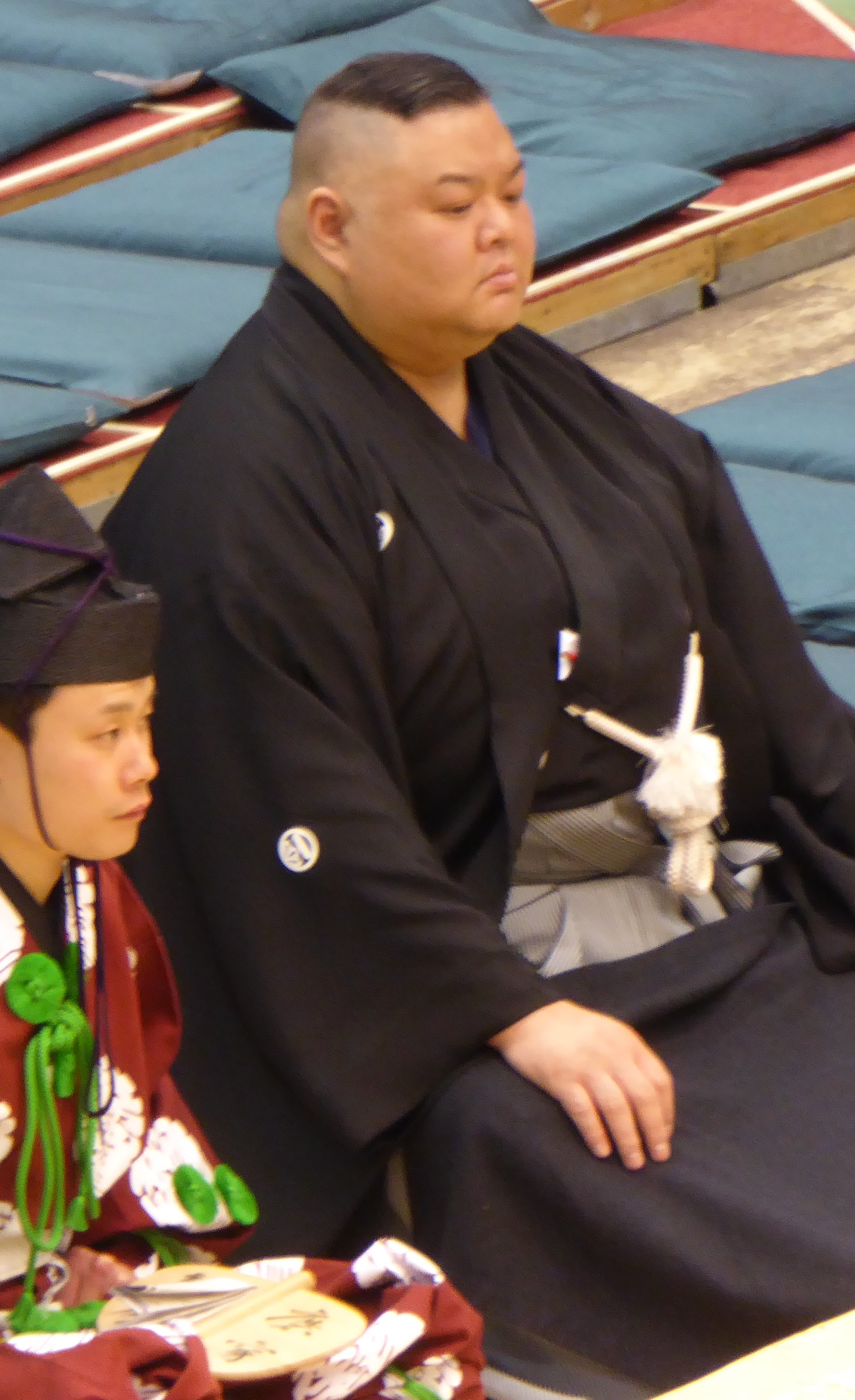
隆之鶴伸一

隆之鶴伸一，(1976年6月18日-）、原名積山伸一，日本鹿兒島縣出水市出身的前大相撲力士。身高188cm、體重175kg，血型B型。他所屬相撲部屋是鳴戸部屋。喜歡吃牛腱和壽司。現在是田子之浦部屋的親方和師傅。
他在1992年3月開始專業相撲生涯，在2003年1月到達幕內級別，最高位置是西前頭8枚目。
他在2006年5月引退，成為日本相撲協會的年寄，在2011年11月7日他的老師鳴戶部屋親方前橫綱隆之里俊英突然去世，日本相撲協会召開緊急理事會承認他對部屋的繼承權。他同時也襲名田子之浦，把部屋更名為田子之浦部屋。